# Stilobezzia furcellata
Stilobezzia furcellata är en tvåvingeart som beskrevs av Remm 1980. Stilobezzia furcellata ingår i släktet Stilobezzia och familjen svidknott.
Artens utbredningsområde är Tadzjikistan. Inga underarter finns listade i Catalogue of Life.